# Forestillingsevne
Forestillingsevne er evnen til at danne forestillinger. Evnen forveksles sommetider med fantasi, men i megen moderne filosofi og psykologi er der snarere tale om evne til at forestille sig noget ved at danne indre repræsentationer. Forestillingsevnen er således en evne til at danne sig ideer og tankebilleder, som både kan være fantasi og repræsentationer af noget virkeligt. Begerebet forestillingsevne anvendes især inden for den moderne psykologi.

## Psykologi
Begrebet har blandt andet en vigtig betydning hos den schweiziske psykiater Carl Gustav Jung. Han taler også om den aktive imagination, som er en metode til at opnå erkendelse af indholdet i det ubevidste. Jung anvendte selv denne som en særlig meditationsmetode, der både gav adgang til at udforske indholdet af det personligt og kollektivt ubevidste.
Begrebet anvendes også i moderne klinisk psykologi og udviklingspsykologi. Blandt andet menes det, at børn og voksne med autisme har en nedsat forestillingsevne, hvilket gør deres tankegang ufleksibel.